# 明日の風 (cuneのアルバム)
『明日の風』（あしたのかぜ）は、cuneの3枚目のアルバム。

## 概要
- 初のミニ・アルバム。

## 収録曲
全作詞・作曲:小林亮三　全編曲:CUNE
1. Hello,Mr.Pain(4:11)[1]
2. ローズ -明日の風は、明日吹く-(3:03)[1]
3. 葛藤(1:43)[1]
4. Love is all in my life (4:29)[1]
5. ほほえみ(5:02)[1]
6. ホライズン(5:00)[1]
7. 旅人(2:13)[1]